# Courceroy
Courceroy é uma comuna francesa na região administrativa de Grande Leste, no departamento de Aube. Estende-se por uma área de 6,69 km². Em 2010 a comuna tinha 136 habitantes (densidade: 20,3 hab./km²).